# Fábio Medina Osório
Fábio Medina Osório (Porto Alegre, 31 de julho de 1967) é um advogado e professor brasileiro. Foi advogado-geral da União em 2016, durante o governo Michel Temer.

## Biografia
Formado em Ciências Jurídicas e Sociais pela UFRGS em 1990, tornou-se mestre em Direito pela mesma instituição em 1997 e doutor pela Universidade Complutense de Madri (Espanha) em 2003.
Especializado em leis sobre combate à corrupção, fez carreira como promotor de Justiça no Ministério Público do Estado do Rio Grande do Sul de dezembro de 1991, quando tomou posse no cargo aos 24 anos (primeiro lugar no concurso), até janeiro de 2006, quando pediu exoneração para exercer a advocacia privada, fundando em 2007 o escritório Medina Osório Advogados. Entre 2003 e 2005, foi secretário-adjunto da Justiça e da Segurança do Estado do Rio Grande do Sul, no governo Germano Rigotto.
Exerceu o cargo de advogado-geral da União em 2016, durante o governo Michel Temer.
Em 2019, tornou-se presidente da Comissão Especial de Direito Administrativo Sancionador do Conselho Federal da Ordem dos Advogados do Brasil (OAB), com mandato vigente no triênio 2019-2022.. Em 2022, esse mandato foi renovado para o triênio 2022-2025. É conselheiro do  Movimento de Defesa da Advocacia (MDA). É, também, presidente do Instituto Internacional de Estudos de Direito do Estado (IIEDE).

## Advogado-Geral da União
Em 12 de maio de 2016 foi nomeado, no governo interino de Michel Temer, para o cargo de Advogado-Geral da União e a nomeação foi publicada na edição de 13 de maio do Diário Oficial da União (DOU). Ao longo de seu período a frente da AGU, Medina Osório esteve engajado na aprovação e sanção da Lei nº 13.327, que autorizou antigas reivindicações das carreiras jurídicas da União, como o recebimento de honorários de sucumbência pelas causas em que são parte a União, suas autarquias e fundações. Como desdobramento da Operação Lava Jato, Medina Osório impetrou ações de improbidade administrativa contra empreiteiras, com repercussão internacional. Teve como substituto o constitucionalista Luis Carlos Martins Alves Júnior, que foi nomeado pelo decreto presidencial de 23 de maio de 2016.

### Demissão versus operação Lava Jato
Foi demitido pelo presidente Michel Temer em 9 de setembro de 2016, após conflito com o ministro-chefe da Casa Civil, Eliseu Padilha. Osório alegou que ele fora despedido depois de buscar indenizações de empresas de construção envolvidas no esquema Petrobras, pois, segundo ele, o governo de Temer estava buscando "abafar" a investigação da operação Lava Jato. Medina Osório denunciou orientações de Padilha para que a AGU ficasse "de fora" dos trabalhos da operação. Primeiramente, o ministro Padilha  preferiu não comentar as acusações, todavia, mais tarde, ele disse não havia nada por parte do governo para parar a Lava Jato e que Osório estava em busca dos "holofotes da Lava Jato." Osório respondeu afirmando que os reais motivos de sua demissão foram relacionados a um desgaste político envolvendo divergências sobre o papel da AGU na Lava Jato, especialmente quanto à possibilidade de ajuizamento de ações de improbidade administrativa na esfera cível e ressarcimento por danos ao erário.